# メリーゴーランド/青空
「メリーゴーランド/青空」（メリーゴーランド / あおぞら）は、渡辺美里の24枚目のシングル。1992年11月21日にEpic/Sony Records（現・エピックレコードジャパン）より発売された。

## 概要
「メリーゴーランド」は、TBS系『ムーブ』のエンディング・テーマとして使用された。
「青空」は、セルフカバー・アルバム『HELLO LOVERS』からのシングルカット。

## 収録曲
1. メリーゴーランド
作詞：渡辺美里／作曲・編曲：石井恭史
2. 青空
作詞：渡辺美里／作曲：小室哲哉 / 編曲：Arif Mardin, Joe Mardin

## 楽曲の収録アルバム
- 『HELLO LOVERS』 ※青空 (#11)
- 『25th Anniversary Misato Watanabe Complete Single Collection〜Song is Beautiful〜』※メリーゴーランド (Disc.2 #10)